# Tinée
Tinée – rzeka we Francji, przepływająca przez teren departamentu Alpy Nadmorskie, o długości 69,9 km. Stanowi lewy dopływ rzeki Var.